# Csúcskategóriás vasútállomás

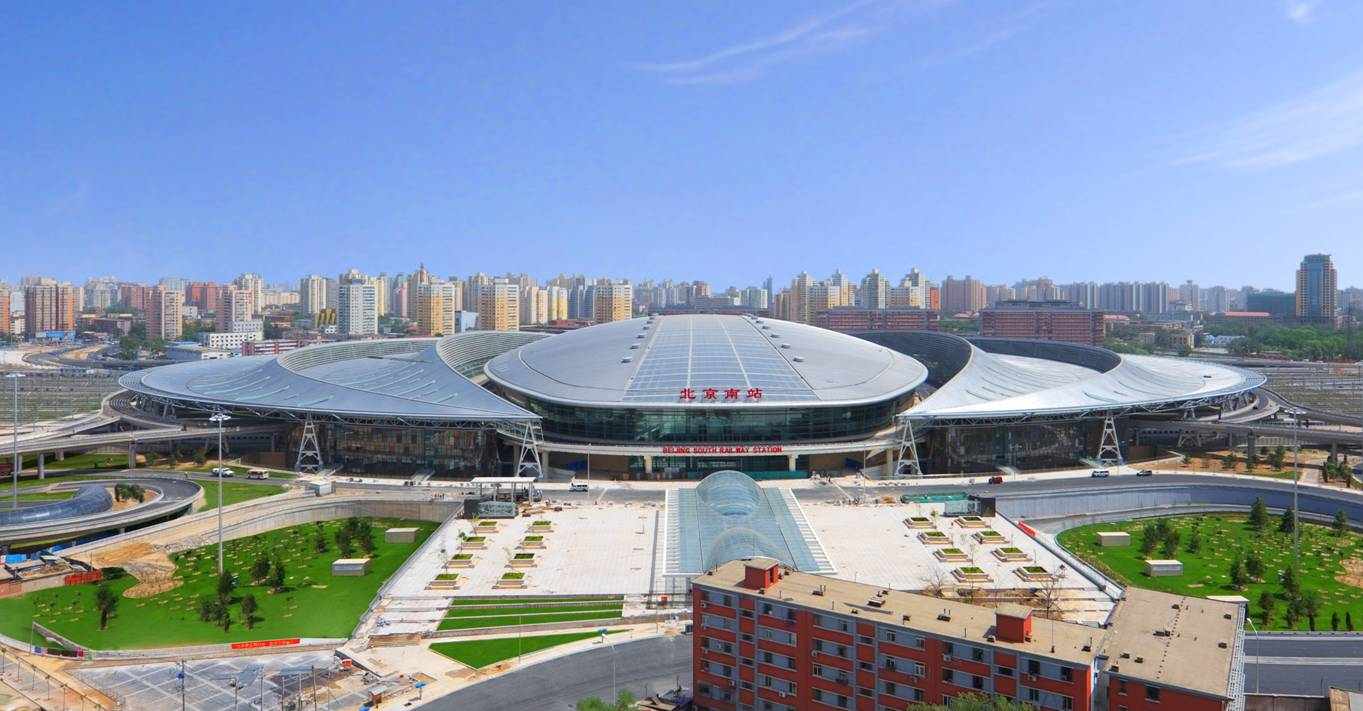
Peking Déli pályaudvar, mely a személyforgalmának nagysága miatt tartozik a csúcskategóriás állomások közé

A Csúcskategóriás vasútállomás a Kínai Népköztársaság Vasúti Minisztériuma által adott legmagasabb közigazgatási besorolás a vasútállomások számára.

## Minősítési folyamat
A Kínai Népköztársaság vasúti műszaki irányításról szóló szabályzata szerint a teher-, rendező- vagy személyszállító vasútállomások akkor minősülnek csúcskategóriás vasútállomásnak, ha az alábbi feltételek valamelyike teljesül:
- Személypályaudvar legalább napi 60 000 fős utasforgalommal és 20 000 tonnás teherforgalommal;
- Teherpályaudvar legalább napi 750 vagy annál nagyobb vonatforgalommal;
- Rendező pályaudvar legalább napi 6500 kocsi rendezésével.

Ezen túlmenően egy több szerepkörrel rendelkező állomás akkor minősül a legmagasabb kategóriába tartozónak, ha az alábbi feltételek közül kettő igaz:
- napi legalább 20 000 fős utasforgalom és 2500 tonnás teherforgalom;
- napi legalább 400 vonatnyi teherforgalom;
- napi legalább 4500 kocsi rendezése a rendezőpályaudvaron;

Ezek alól mentességet kaphat a fővárosban, a közvetlen központi irányítás alatt álló városok egyikében vagy néhány tartományi fővárosban található állomás.
Ahhoz, hogy egy állomást a legmagasabb kategóriába soroljanak, az illetékes vasúti igazgatóság javaslata, valamint a Vasúti Minisztérium jóváhagyása szükséges.
2008 decemberében a Vasúti Minisztérium igazgatása alatt 52 csúcskategóriás állomás állt.